# Rittershoffen
Rittershoffen (Duits: Rittershofen) is een gemeente in het Franse departement Bas-Rhin (regio Grand Est). De gemeente maakt deel uit van het kanton Wissembourg in het Haguenau-Wissembourg. Voor 1 januari 2015 was het deel van het kanton Soultz-sous-Forêts en het arrondissement Wissembourg, die toen beide werden opgeheven. Rittershoffen telde op 1 januari 2022 914 inwoners.

## Geografie
De oppervlakte van Rittershoffen bedroeg op 1 januari 2022 12,13 vierkante kilometer; de bevolkingsdichtheid was toen 75,4 inwoners per km².

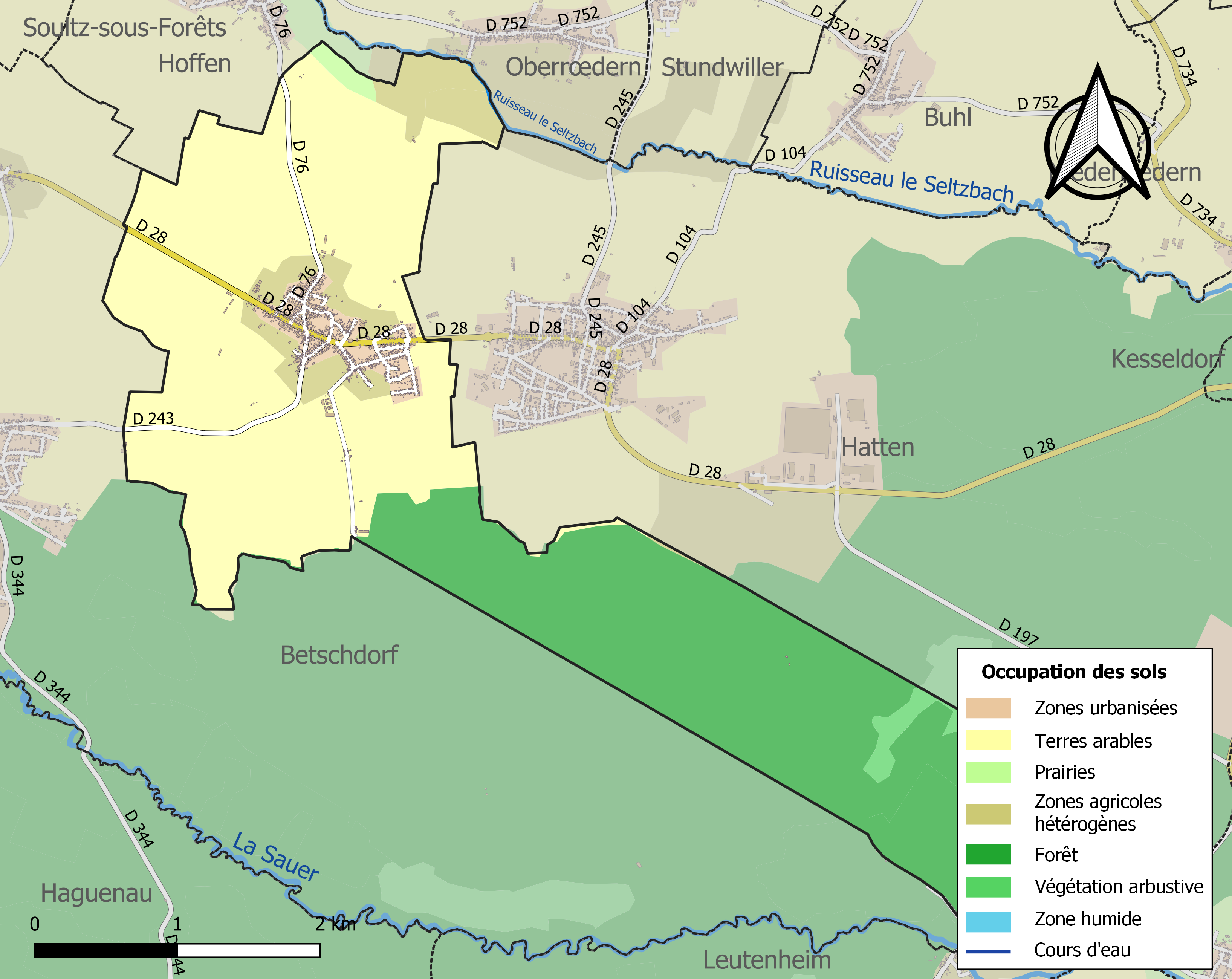
Kaart van de gemeente met de belangrijkste infrastructuur, bodemgebruik en omliggende gemeenten

## Demografie
Onderstaande figuur toont het verloop van het inwonertal (bron: INSEE-tellingen).